# 総合計画
総合計画（そうごうけいかく）は、地方自治体が策定する自治体のすべての計画の基本となる、行政運営の総合的な指針となる計画。

## 定義
総合計画は地方自治体の全ての計画の基本となり、地域づくりの最上位に位置づけられる計画である。長期展望をもつ計画的、効率的な行政運営の指針が盛り込まれる。
一般的に策定に当たっては、「基本構想」とこれに基づく「基本計画」および「実施計画」からなるものが多い。おおむね10年間の地域づくりの方針を示す「基本構想」を受けて、5年程度の行政計画を示す「基本計画」、3年間程度の具体的施策を示す「実施計画」の3つを合わせて総合計画という。地域の将来像やなすべき施策や体制、プログラム等が記述される。
1969年の地方自治法改正により、第2条第4項「市町村は、その事務を処理するに当たっては、議会の議決を経てその地域における総合的かつ計画的な行政の運営を図るための基本構想を定め、これに即して行うようにしなければならない。」と定められ、総合計画の基本部分である「基本構想」の策定が地方自治体に義務付けられた。それ以降、総合計画を策定する自治体が増えた。
2011年5月2日に地方自治法が改正されて第2条第4項が削除され、地方自治体の基本構想の策定義務がなくなった。しかし、同日付けで総務大臣から、引き続き個々の自治体の判断で、地方議会の議決を経て基本構想の策定を行うことが可能である旨の通知が出された。この通知に基づき、条例等を根拠にして基本構想を策定する地方自治体が増えている。

### 基本構想
- 基本構想は、施策や事業における基本概念。自治体のめざす将来像と将来の目標を明らかにし、これらを実現するための基本的な施策の大綱を示すもので、建築や都市の開発、設計の一過程で、企画、事業実施のための概念や理念、計画や事業全体のガイドラインを指す。具体的な検討のための周辺環境を含めた現況把握や事業実施のための課題抽出、課題を受けた計画と設計段階での諸条作を整理し、可能性のある土地建物の利用方針、事業実施体制、計画等をまとめた、実現性のある整備戦略的な方針。

### 基本計画
- 基本構想において設定した自治体の将来目標や基本的施策を実現するために必要な手段、施策を体系的に明らかにするものである。

### 実施計画
- 基本計画の施策に基づいて、事業内容や実施時期を明らかにし、行財政運営の指針とするものである。

## 計画期間
- 概ねほとんどの自治体では、10年程度の期間を設けて策定するところが多く、当初の基本計画（前期基本計画）を中間年次となる6年目に改定（後期基本計画）するパターンが多い。
- 計画年度を過ぎる前に新しい計画を更新する。

## 分野別計画
- 総合計画では自治体の大まかな方針を規定するものであるので、具体的な政策については、総合計画に沿って、都市計画、福祉、環境、教育などの分野別計画を策定する場合が多い。